# Gnotterne
Gnotterne (norsk: Gnottene) er et norskproduceret børneprogram, som sendtes på DR1. Det handler om Gnotterne Kaisa, Sampler, Stella, Tander og deres bold Wow samt flagermusene Alf og Ralf. Gaute Storaas (no) var komponist på serien.

## Danske stemmer
- Kaisa – Christiane Bjørg Nielsen
- Stella – Louise Fribo
- Sampler – Caspar Phillipson
- Tander – Christian Damsgaard
- Alf – Dick Kaysø
- Ralf – John Hahn-Petersen